# Tafraout El Mouloud
Tafraout El Mouloud (franska: Tafraout El Mouloud (CR), Tafraout El Mouloud (Commune Rurale), arabiska: سيدي أحمد أو موسى) är en kommun i Marocko.   Den ligger i provinsen Tiznit och regionen Souss-Massa, i den centrala delen av landet, 500 km söder om huvudstaden Rabat. Antalet invånare är 3 476.